# 松蔭大學
 松荫大學（日語：松蔭大学），是一所位於神奈川県厚木市的私立大學。1941年建校、2000年大學創校、簡稱松蔭大、松蔭。

## 沿革
- 1941年 創立松蔭女學校。
- 1948年 改名為松蔭中學校・高等學校。
- 1949年 設立松蔭女子専門學院。
- 1985年 松蔭女子短期大學開學（短期大學於2000年停止招生、2001年關閉）。
- 2000年 松蔭女子大學開學、設置經營文化學部（經營管理學科、異文化溝通學科）。
- 2004年 進行共學化，改稱為松蔭大學。開設異文化溝通學部。
- 2004年 取得神奈川県平塚市的土地、設立松蔭大学湘南校區。
- 2006年 設置松蔭大學大學院(研究所)經營管理研究科經營管理專攻。
- 2007年 設於4月15日小田急線本厚木車站北口、MYLORD的大型投影幕「あつぎビジョン」開始播放松蔭大學的CM。每個小時的15分15秒、18分15秒、35分15秒、38分15秒，一小時播放四次。
- 2009年 設置觀光文化學部 觀光文化學科。厚木校區完成。

## 学部・学科
- 經營和文化系
  - 金融经济学科
  - 经营法学科
  - 商务经营管理学科
- 文化传播系
  - 日本文化传播学科
  - 跨文化传播学科
  - 生活心理学科
- 旅游传媒文化系
  - 传媒信息文化学科
  - 旅游文化学科

## 知名校友
- 坂井泉水（ZARD）：日本的歌手

## 相關項目
- 日本大学列表

## 外部連結
- 網站 （页面存档备份，存于）（日語）